# Turismo de intercâmbio

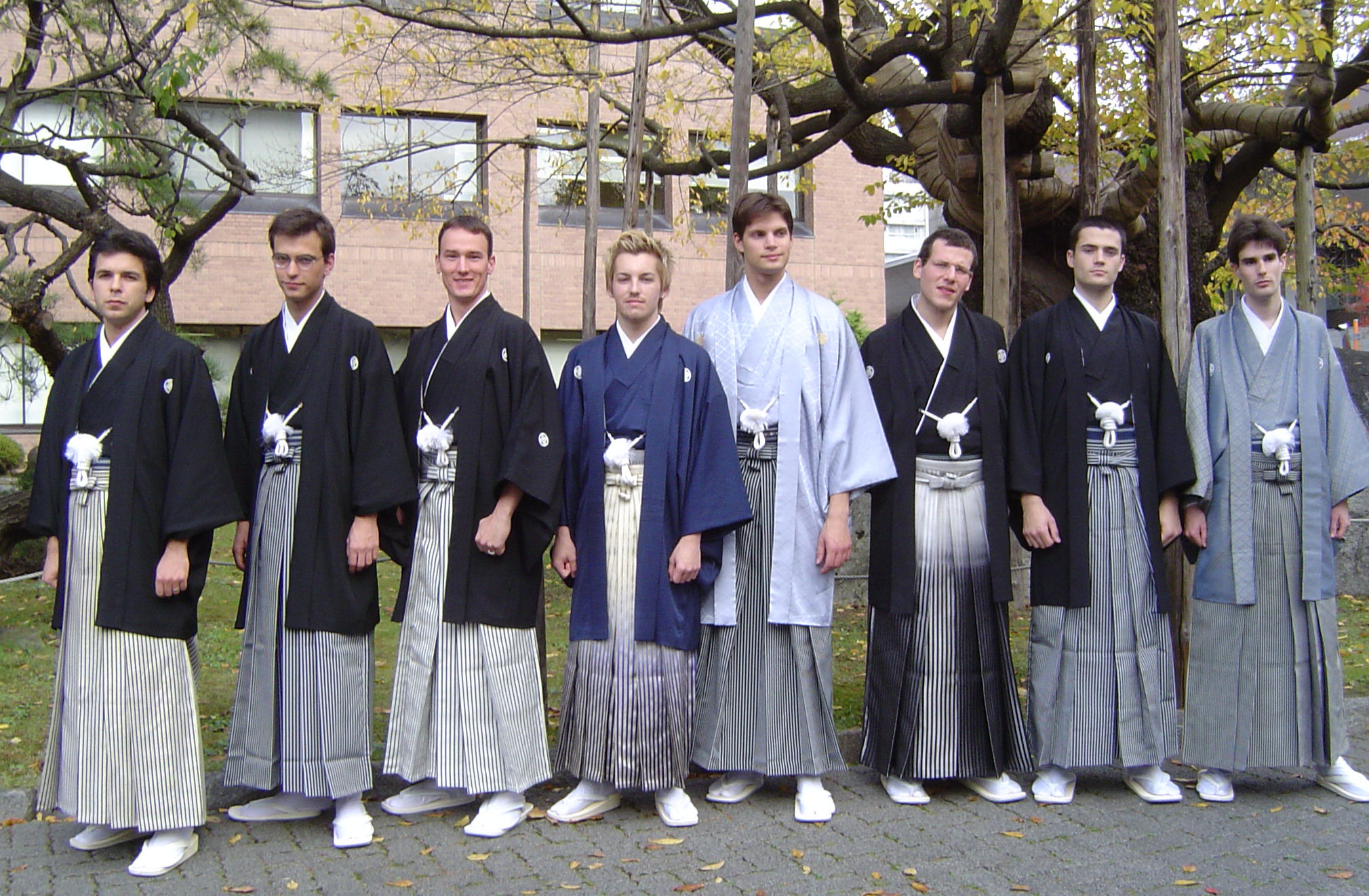
Estudantes alemães no japão

Segundo o Ministério do Turismo, o Turismo de Estudos e Intercâmbio é um segmento turístico de abrangência muito ampla, que engloba as mais diversas modalidades turísticas. Por se tratar de um segmento de origem muito antiga, está presente em praticamente todos os países do mundo e, como ocorre independentemente de características geográficas ou climáticas específicas, pode ser oferecido durante todo o ano.
Seu desenvolvimento se deu de forma paralela ao desenvolvimento industrial da Europa e posterior à Reforma Protestante, quando uma visão de mundo mais ampla se tornava essencial para acompanhar a evolução científica da época. Destarte, era dada aos jovens a possibilidade de sair de seus países para estudar e conhecer culturas diversas.
Hoje, principalmente pelo fato de a educação ser vista tanto como atrativo turístico quanto como um serviço que pode ser comercializado, e com a grande discussão gerada sobre a sua inclusão no Acordo Geral sobre o Comércio de Serviços (GATS) da Organização Mundial do Comércio, esse segmento turístico vem sendo priorizado pelos governos dos mais diversos países.
Assim, a educação internacional se tornou parte essencial nas balanças comerciais de países como Estados Unidos, Nova Zelândia, Reino Unido, Austrália e Japão e estatísticas indicam que apenas os estudantes com ensino médio completo que buscam uma instituição de ensino no exterior já somem 1,5 milhão de pessoas no mundo e movimentem trinta bilhões de dólares por ano.
Segundo levantamentos preliminares, existem no Brasil mais de 150 instituições públicas e privadas que trabalham com o segmento, tanto na recepção como no envio de turistas de estudo e Intercâmbio, tais como agências de intercâmbio, escolas de idiomas e universidades.
Ao buscar maior abrangência, o Ministério do Turismo define que o Turismo de Estudos e Intercâmbio constitui-se da movimentação turística gerada por atividades e programas de aprendizagem e vivências para fins de qualificação, ampliação de conhecimento e de desenvolvimento pessoal e profissional.

## Objetivos

### Movimentação turística
Essa movimentação turística é gerada por atividades e programas de aprendizagem e vivência.Eles englobam a realização de cursos e trocas de experiências com finalidade educacional (formal ou informal). O movimento turístico gerado pela vivência consiste no deslocamento do turista motivado pela busca de conhecimento e entendimento sobre os aspectos culturais e sociais de uma localidade, adquiridos por meio de experiências participativas.

### Fins de qualificação e ampliação de conhecimento
A qualificação deve ser entendida como o aumento no grau de aptidão ou instrução do turista em uma atividade já praticada anteriormente. E, finalmente, por ampliação de conhecimento deve-se entender o desenvolvimento de uma atividade correlata a um conhecimento adquirido anteriormente.

### Conhecimento
Conhecimentos são ideias, informações e experiências acerca de alguma atividade específica, e abrangeriam tanto a área técnica como a área acadêmica. O conhecimento técnico seria aquele relativo a uma profissão, um ofício, uma ciência ou uma arte determinada. Abrangeria, por exemplo, cursos esportivos, de idiomas, intercâmbios de ensino médio, entre outros. O conhecimento acadêmico seria todo aquele relacionado a alguma atividade proveniente de uma instituição de ensino superior de ciência ou arte e abrangeria, entre outras atividades, cursos de graduação ou de pós-graduação, assim como o Intercâmbio universitário.

### Desenvolvimento pessoal e profissional
O desenvolvimento pessoal é o ganho qualitativo e quantitativo de conhecimentos cuja motivação seja meramente particular. O desenvolvimento profissional é todo o ganho qualitativo e quantitativo de conhecimentos que, posteriormente, serão utilizados no exercício de uma profissão ou ofício.
Desta forma pode-se constituir modalidades do Turismo de Estudos e Intercâmbio: os intercâmbios estudantil, esportivo e universitário, os acordos de cooperação entre países, entre estados e municípios na área educacional e entre instituições pedagógicas, os cursos de idiomas, cursos técnicos e profissionalizantes, e cursos de artes e as visitas técnicas, pesquisas científicas e os estágios profissionalizantes, além dos trabalhos voluntários com caráter pedagógico. É válido ressaltar que só serão consideradas modalidades turísticas aquelas cujo tempo de permanência do estudante não ultrapasse o período de um ano.
Nesse sentido, o Turismo de Estudos e Intercâmbio deve ser tratado como um segmento de relevante importância para o crescimento e fortalecimento do turismo brasileiro. Além de estar em franco crescimento e de se mostrar um mercado bastante promissor, esse segmento pode ser trabalhado como uma solução para os períodos de baixo fluxo turístico. Além disso, os programas de estudos e Intercâmbio podem ser usados como atrativo para os lugares que ainda não possuem roteiros turísticos consolidados.